# Endochytrium oophilum
Endochytrium oophilum är en svampart som beskrevs av Sparrow 1933. Endochytrium oophilum ingår i släktet Endochytrium och familjen Endochytriaceae.   Inga underarter finns listade i Catalogue of Life.